# Леонтий Илиуполски и Тиатирски
Леонтий (на гръцки: Λεόντιος) е гръцки духовник, епископ на Вселенската патриаршия от XVIII век.

## Биография
Роден е в Солун, тогава в Османската империя. Става духовник и е назначен за сингел на Ефеската митрополия.
Ръкоположен е за титулярен епископ на Мирина. През януари 1777 година е избран и по-късно ръкоположен за илиуполски и тирски епископ. Остава на поста до смъртта си през 1803 година.
Занимава се с книжовна дейност и публикува редица трудове на Григорий Палама.
Умира в 1803 година в Бурнова, където е и погребан.